# پلون استریک
پلون استریک (هلندی: Pleun Strik؛ ۲۷ مه ۱۹۴۴ – ۱۴ ژوئیهٔ ۲۰۲۲) بازیکن فوتبال اهل هلند بود.
از باشگاه‌هایی که در آن بازی کرده‌است می‌توان به باشگاه فوتبال ناک بردا، باشگاه فوتبال گو اهد ایگلز، باشگاه فوتبال آیندهوون (۱۹۰۹)، باشگاه فوتبال فاینورد، باشگاه فوتبال فنلو، باشگاه ورزشی پی‌اس‌وی آیندهوون، و باشگاه فوتبال ان‌ئی‌سی نایمخن اشاره کرد.
وی همچنین در تیم ملی فوتبال هلند بازی کرده‌است.